# Kregel von Sternbach

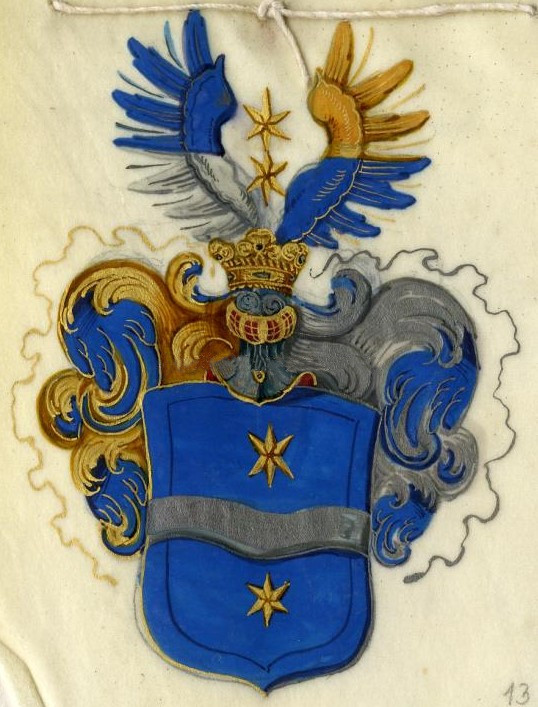
Wappen der Kregel von Sternbach (1697)

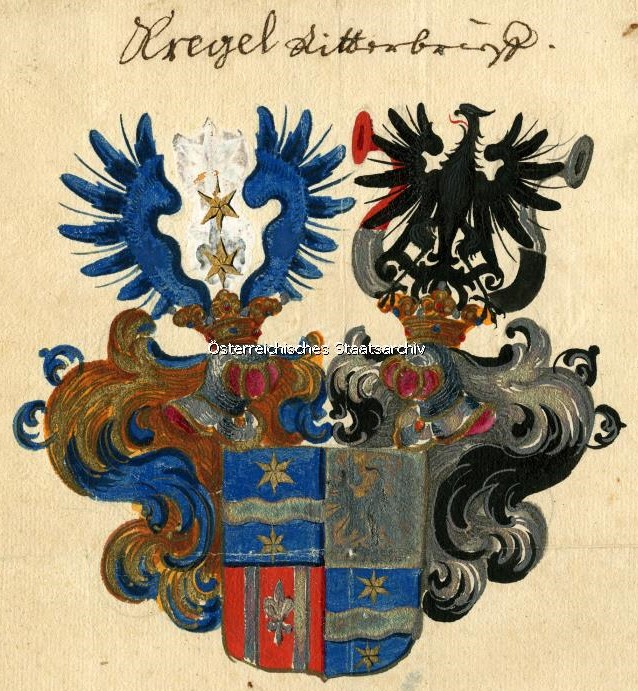
Vermehrtes Wappen der Kregel von Sternbach (1719)

Die Kregel von Sternbach waren ein aus einer mitteldeutschen Kaufmannsfamilie hervorgegangenes sächsisches Adelsgeschlecht, das im Jahr 1789 im Mannesstamm erlosch.

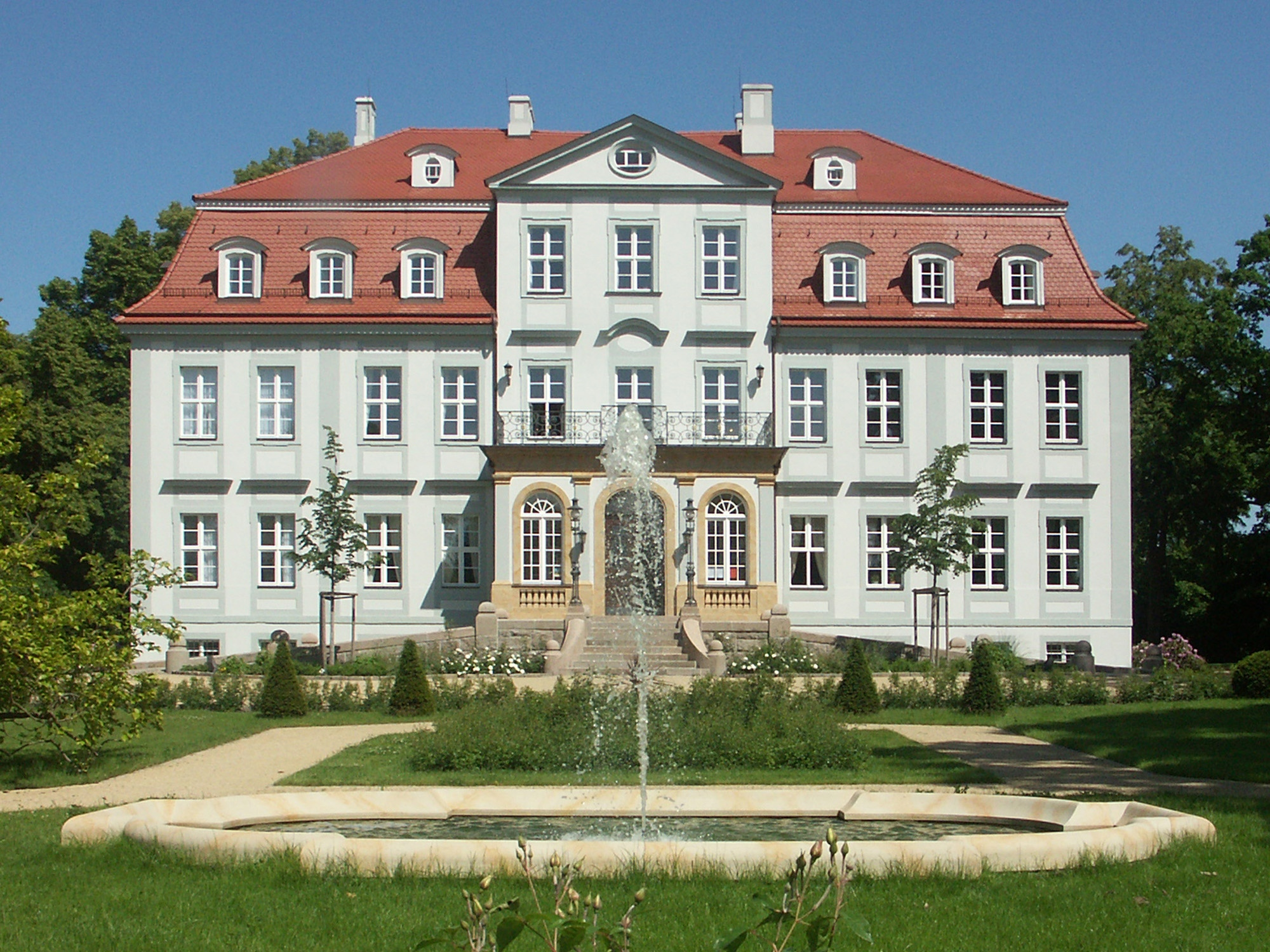
Schloss Güldengossa

## Geschichte
Am 22. August 1697 wurde der Leipziger Wollgroßhändler, Baumeister, Ratsherr und Gutsherr von Abtnaundorf Johann Ernst Kregel (1652–1731) mit dem Prädikat „Edler Herr von Sternbach“ in den Reichsadelsstand erhoben. Er war der Sohn des Magdeburger Bürgers Nikolaus Kregel und Enkel des Hamburger Kaufmanns Ernst Kregel. Neben dem 1696 erworbenen Rittergut Abtnaundorf besaß Kregel die Rittergüter Flößberg und ab 1720 Güldengossa. Außer in Neuscherbitz ließ er auch in Güldengossa ein barockes Landschloss errichten.
Sein Sohn aus erster Ehe war der gleichnamige Hof- und Justizrat Johann Ernst Kregel von Sternbach (II.), der den Vater beerbte, jedoch bereits 1737 verstarb. Unter den Kindern des letzteren befanden sich wiederum ein Johann Ernst (III.), Amtshauptmann und Herr auf Güldengossa, sowie Karl Friedrich Kregel von Sternbach (1717–1789), mit dem die Familie im Mannesstamm erlosch. Große Teile seines Vermögens stiftete Karl Friedrich Kregel Einrichtungen der Universität Leipzig, wofür ihm jährlich eine Gedächtnisrede gehalten wurde.

## Personen
- Johann Ernst Kregel von Sternbach (I; 1652–1731)
- Johann Ernst Kregel von Sternbach (II; 1686–1737)[1]
- Karl Friedrich Kregel von Sternbach (1717–1789)

## Wappen
- Blasonierung des Redenden Wappens von 1697: In Blau ein silberner Wellenbalken, oben und unten von einem sechsstrahligen goldenen Stern begleitet. Auf dem gekrönten Helm mit rechts blau-goldenen und links blau-silbernen Decken ein offener, rechts von Blau und Silber und links von Gold und Blau geteilten Flug (Heraldik), dazwischen zwei pfahlweise gestellte sechsstrahlige goldene Sterne.
- Blasonierung des vermehrten Wappens von 1719: Geviert. Felder 1 und 4 das Wappen von 1697; Feld 2 in Gold (oder Silber?) ein schwarzer Adler; Feld 3 in Rot eine silberne Lilie rechts und links begleitet von je einem silbernen Pfahl. Zwei gekrönte Helme: I. zwei goldene pfahlweise gestellte Sterne zwischen einem offenen blauen Flug, die Decken sind blau-golden; II. ein schwarzer Adler zwischen zwei Büffelhörnern, rechts von Rot und Silber, links von Silber und Schwarz geteilt, die Decken sind schwarz-silbern.

In der Literatur findet sich das vermehrte Wappen von 1719 auch leicht anders blasoniert.